# Villa de Seppi
Villa de Seppi je graščina v Hrastniku, zgrajena leta 1894. Ime je dobila po Emmi de Seppi, ki je naročila gradnjo te vile. Zgradil jo je Leonard Fantennutti, gradnjo pa je nadzoroval tržaški arhitekt Anton Melan. Notranjost je v klasicističnem slogu poslikal dunajski slikar Eduard Lebiedzki. Vila naj bi bila narejena po zgledu gradu Miramar. 

## Zgodovina
Leta 1892 je Emma de Seppi od podjetja, ki je imelo v lasti Steklarno Hrastnik, kupila nekaj zemljišč in naročila gradnjo vile, ki ji je služila kot poletna rezidenca. Vilo so začeli graditi leta 1893. Zgodovinski arhiv Celje hrani prošnjo Emme de Seppi z dne 9. maja 1893 za gradnjo vile, v kateri je zapisala, da bo gradnjo izvedel Leonard Fantennutti pod vodstvom tržaškega gradbenika Antona Melana: »Die Ausführüng der Arbeith hat herr Leonhard Fantennutti unter der Leitung des herm Anton Melan gegrüfter Baumeister aus Triest übernemmen.«
Po smrti Emme de Seppi leta 1915 je lastništvo vile prešlo na njeno nečakinjo Virginijo, ki se je poročila v družino de Pott, kasneje pa na Virginijina otroka Maryjo in Carla. Leta 1939 so vilo kupili lastniki steklarne. Po drugi svetovni vojni so vilo nacionalizirale nove jugoslovanske oblasti in vanjo se je preselila uprava steklarne. Leta 1974 se je uprava preselila v novo stavbo, medtem ko so bili  v vili še naprej upravni prostori. Tudi te so kasneje premestili, vila pa je ostala prazna in počasi začela propadati.
Leta 2006 so vilo razglasili za zaščiten objekt kulturne dediščine lokalnega pomena, kar je ne rešuje pred propadom.

## Opis vile
Na Villi de Seppi prevladujejo neozgodovinski slogi, arhitektura je sorodna delom arhitekta in inženirja Eugenia Geiringerja. Vila ima tri nadstropja, prostori pa so amorfnih oblik. Vhod v stopnišče je na severni strani. V pritličju so sprejemali obiskovalce, zato ima glavna dvorana neposreden dostop do terase na vzhodni strani. Terasa je ograjena z betonsko ograjo in ima dvojna stopnišča, s katere se je vstopilo v glavno dvorano skozi dvokrilna vrata v obliki bifore, z grbom na vrhu. Zgornji nadstropji sta bili namenjeni zasebnim prostorom, zato so sobe manjše. Nad teraso je postavljena altana, ki povezuje osrednji dvonadstropni del z južnim trinadstropnim krilom in s štirinadstropnim stolpom na severovzhodni strani vile. Streha stavbe je obdana z ograjo, ki spominja na obzidja srednjeveških gradov. Vila ima obokana okna ter opečno fasado. Na pravokotnih stebrih balustrade, ki obdaja teraso, sta upodobljena simbol Trsta in Davidova zvezda.